# Nojemberjan
Nojemberjan (armenisch Նոյեմբերյան) ist eine Stadt und Stadtgemeinde der Provinz Tawusch in Armenien. Die Stadt liegt 2 km westlich der armenischen Grenze zu Aserbaidschan und 9 km südlich der Grenze zu Georgien. Der Volkszählung von 2011 zufolge lag die Einwohnerzahl der Stadt bei 5.310, laut einer offiziellen Schätzung von 2016 ist sie auf etwa 4.900 gefallen.

## Etymologie
Nojemberjan war bis 1937 als Barana (armenisch Բարանա) bekannt. Laut dem Historiker Makar Barchudarjants ist der Name Barana oder auch Parana (armenisch Պարանա) eine Dialektform des Wortes aparan (armenisch ապարան), was übersetzt „Palast“ bedeutet.
1938 wurde die Stadt durch die Sowjetunion in Nojemberjan („die Stadt des Novembers“) umbenannt, um dem Einmarsch der Roten Armee in der Demokratischen Republik Armenien zu gedenken, der am 29. November 1920 in der Etablierung der Armenischen Sozialistischen Sowjetrepublik mündete.

## Geschichte

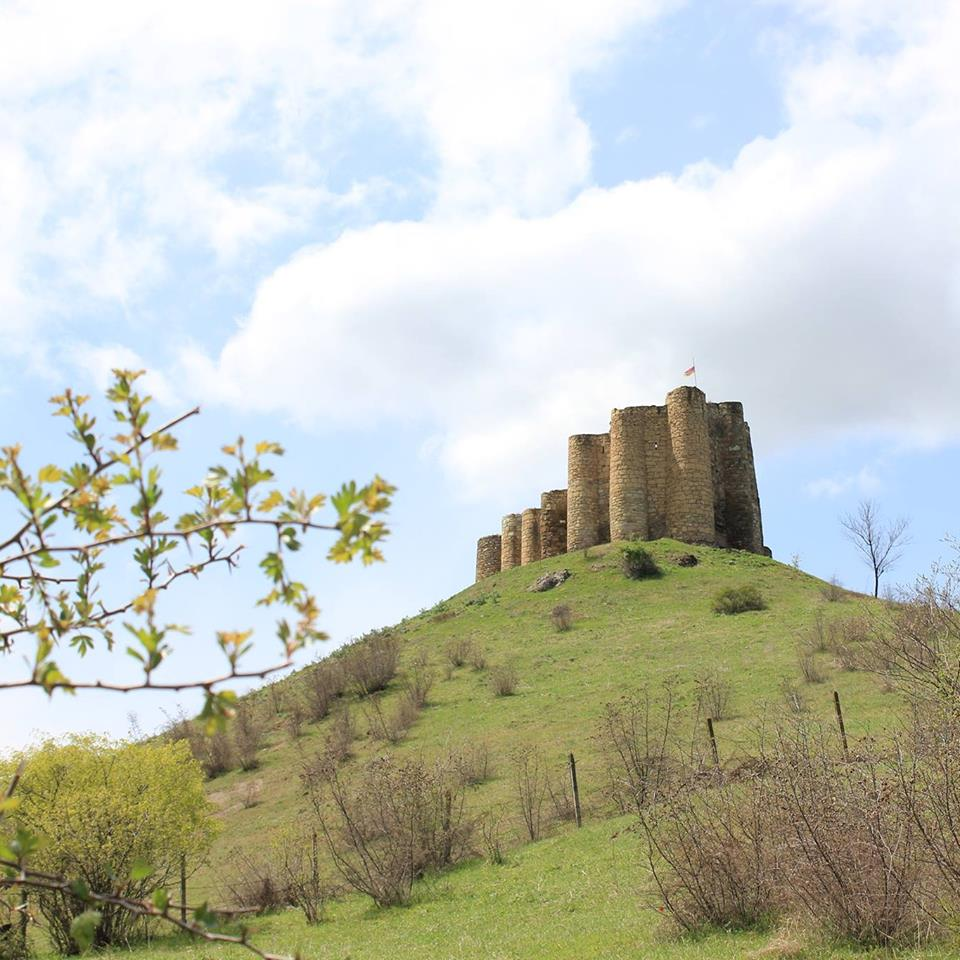
Festung Berdawan nahe Nojemberjan

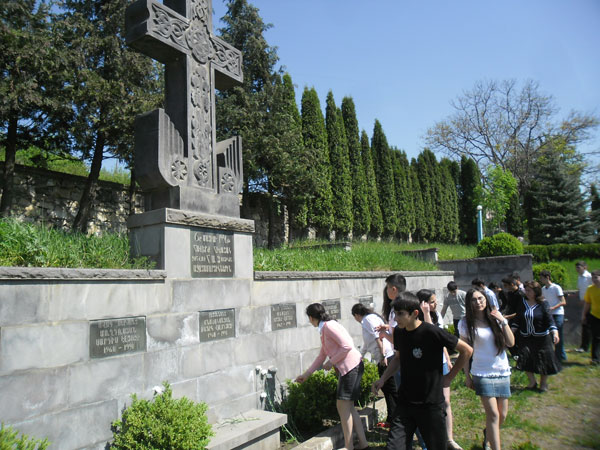
Gedenkstätte für die Gefallenen des Bergkarabachkonfliktes in Nojemberjan

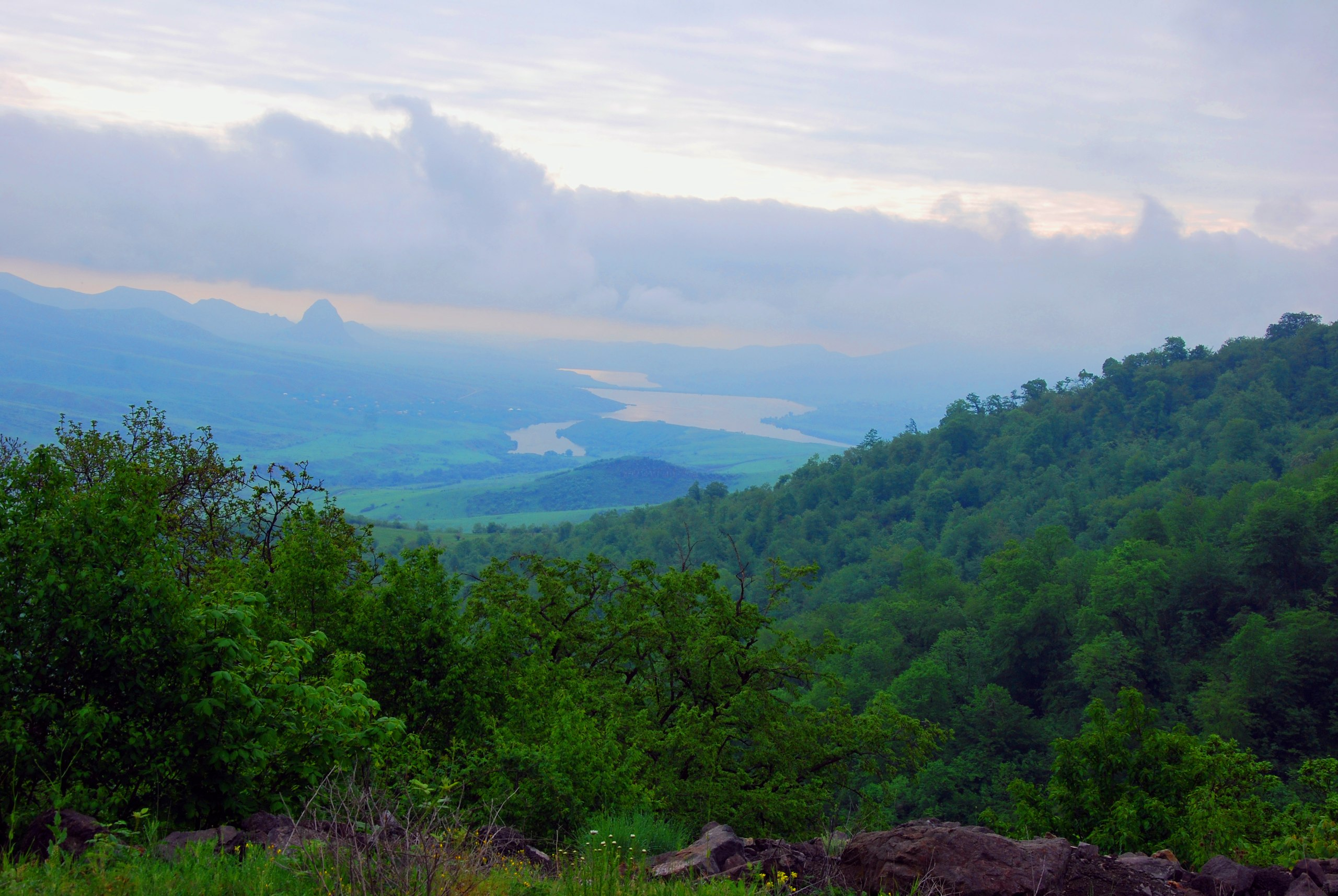
Landschaft um Nojemberjan

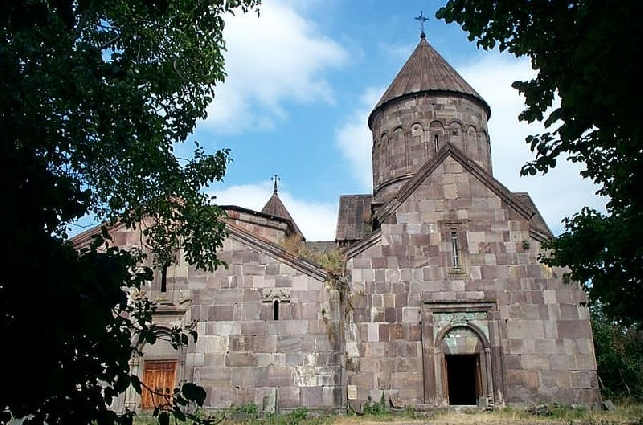
Kloster Makarawank nahe Nojemberjan

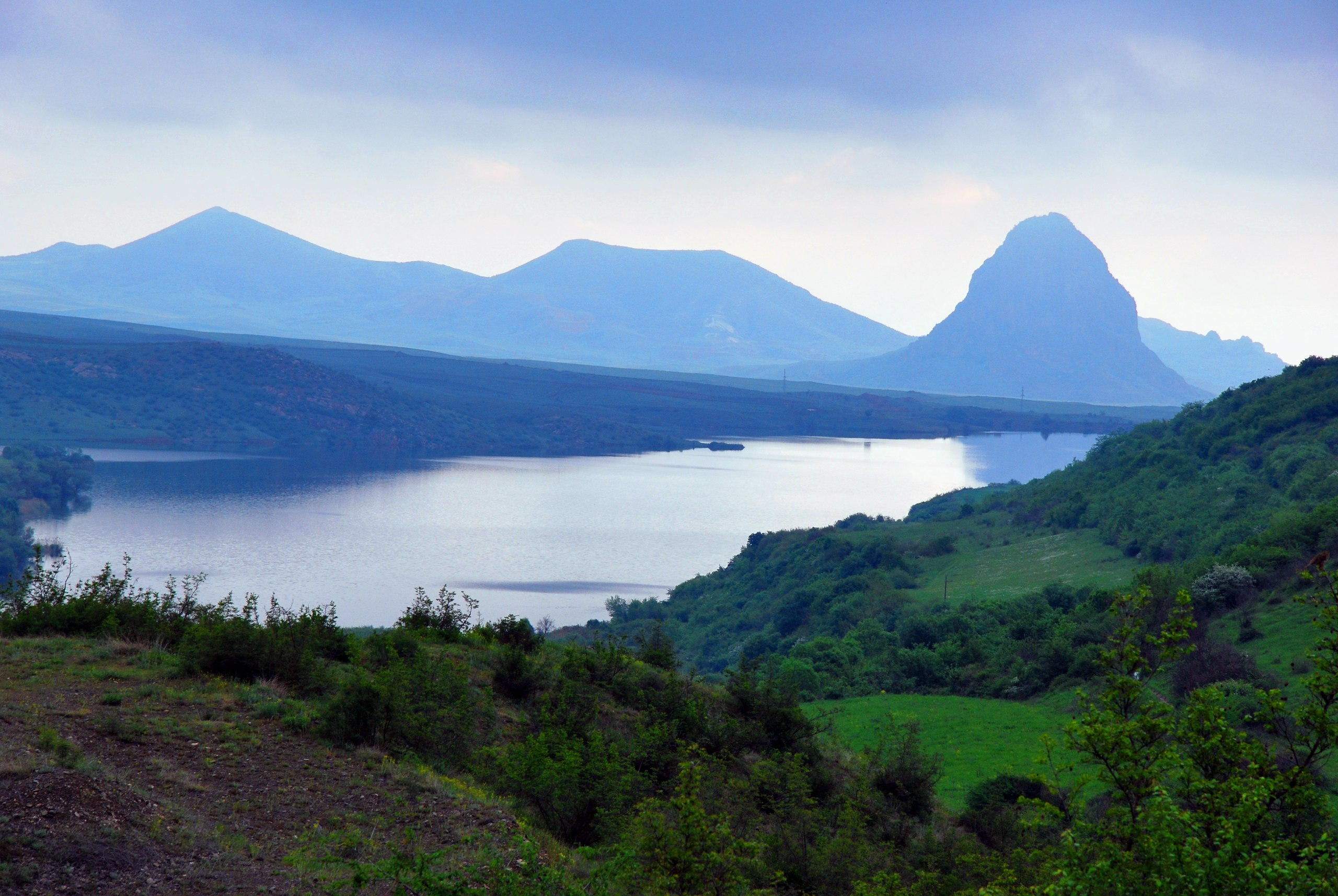
Landschaft um Nojemberjan

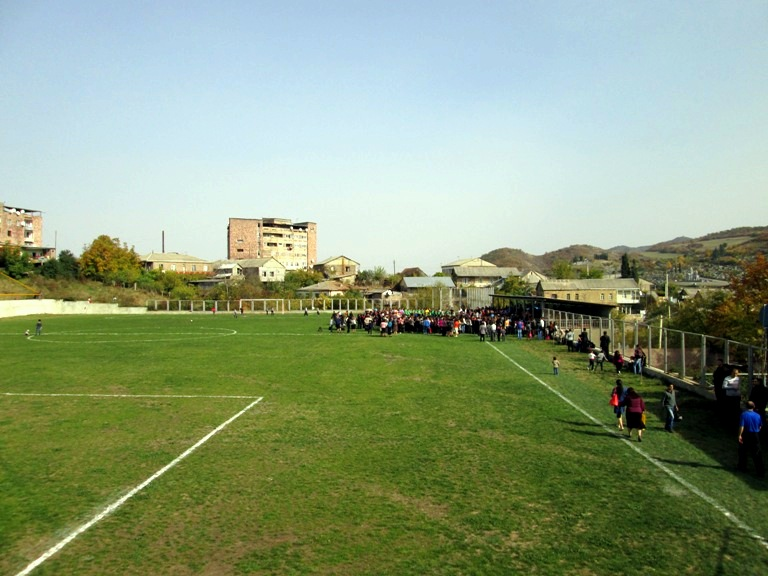
Stadtstadion von Nojemberjan

Das heutige Gebiet um Nojemberjan war einst Teil des Kantons Koghbapor (armenisch Կողբափոր) in Gugark, der 13. Provinz Großarmeniens. Über die Gründung der Siedlung ist nur wenig bekannt. Zwischen dem 10. und 12. Jahrhundert war die Region ein Teil des Königreiches Taschir-Dsoraget, 1236 wurde sie durch den Einfall der Mongolen verwüstet. Während des 13. und 14. Jahrhunderts wurde das Gebiet von der Dynastie der Sakariden regiert.
Das Kloster von Mschkawank und die Kirche Surb Sarkis, welche jeweils im 12. bzw. 13. Jahrhundert gegründet wurden und unweit der Stadt liegen, weisen darauf hin, dass auch Nojemberjan etwa zu dieser Zeit gegründet wurde.
In den Jahren 1501 und 1502 wurden große Teile Ostarmeniens, darunter auch die Siedlung Barana (heutiges Nojemberjan), von der persischen Safawiden-Dynastie unter der Herrschaft von Schah Ismail I. erobert.
Die Territorien der heutigen Provinzen von Lori und Tawusch wurden zusammen mit dem benachbarten Georgien im Jahre 1800/01 vom Russischen Zarenreich erobert. Offiziell wurde ihre Annexion durch den Friedensvertrag von Gulistan, der im Oktober 1813 zwischen Russland und den persischen Kadscharen als Folge des Russisch-Persischen Krieges von 1804–13 unterzeichnet wurde. 1840 wurde das Ujesd Jelisawetpol geformt und ein Großteil der heutigen Provinz Tawusch in die neue Verwaltungsregion eingegliedert. Mit der Gründung des Gouvernements Jelisawetpol 1868 wurden die Gebiete Tawuschs Teil des neu geformten Ujesds Kasach.
Am 29. November 1920 wurde Barana im Zuge des sowjetischen Einmarschs in der Republik Armenien von der Roten Armee besetzt. Noch am selben Tage putschten armenische Bolschewiki die Regierung der Daschnaken und riefen die Armenische Sozialistische Sowjetrepublik aus, welche kurz darauf als Unionsrepublik in die Sowjetunion eingegliedert wurde. 1937 wurde das Rajon Nojemberjan gegründet, ein Jahr darauf wurde Barana in Nojemberjan umbenannt und zum Zentrum des gleichnamigen Rajons erklärt. 1971 wurde Nojemberjan in den Status einer Siedlung städtischen Typs erhoben. Während der Sowjetzeit machte die Verarbeitung von Lebensmitteln, hauptsächlich Milchprodukten, den Großteil der städtischen Industrie aus.
Nach der armenischen Unabhängigkeitserklärung 1991 wurde Nojemberjan 1995 durch administrative Reformen im Rahmen der Dezentralisierung Armeniens in den Status einer Stadt erhoben und in die neu geformte Provinz Tawusch eingegliedert. 2016 wurde die Gemeinde Nojemberjan vergrößert, wodurch sie nun auch die umliegenden Siedlungen Baghanis, Barekamawan, Berdawan, Dowegh, Dschudschewan, Koti, Woskepar und Woskewan umfasst.

## Geografie
Nojemberjan liegt im Südosten des Koghb-Flusstals im Nordosten Armeniens, in einer durchschnittlichen Höhe von 820 m über dem Meeresspiegel. Es ist umgeben von den Woskepar-Bergen im Süden und den Gugark-Bergen im Westen. Mit Blick auf die Straßenentfernung befindet sich die Stadt 187 km nordöstlich der armenischen Hauptstadt Jerewan und 54 km nördlich der provinzialen Hauptstadt Idschewan.
Der Klimaklassifikation Köppens und Geigers zufolge herrscht in Nojemberjan Cfb-Klima. Die Jahresdurchschnittstemperatur beträgt 10,9 °C, die durchschnittliche Temperatur im Januar −1,5 °C und im Juli 26,7 °C. Die höchste je gemessene Temperatur in Nojemberjan betrug 35 °C, die niedrigste −32 °C (1972). Die jährliche Niederschlagsmenge beträgt durchschnittlich 535 mm, wobei April und Mai die regenreichsten Monate ausmachen.

## Demografie
Der Großteil der städtischen Bevölkerung besteht aus ethnischen Armeniern, die sich zur Armenischen Apostolischen Kirche bekennen. Die Stadt gehört der Diözese von Tawusch an, die ihren Sitz in Idschewan hat. Die bedeutendste Kirche der Stadt, Surb Sarkis, wurde 1903 errichtet und vor Kurzem renoviert. Surb Anna, die zweite Kirche Nojemberjans, wurde 2011 dank der Bemühungen von Sedrak Mamjan, einem in Nojemberjan geborenen Armenier, der nun in Wolgograd lebt, eröffnet.
| Jahr | Einwohner | Jährliche Wachstumsrate |
| ---- | --------- | ----------------------- |
| 1831 | 294       | /                       |
| 1897 | 1.197     | +2,15 %                 |
| 1926 | 1.901     | +1,61 %                 |
| 1939 | 2.625     | +2,51 %                 |
| 1959 | 3.138     | +0.90 %                 |
| 1970 | 4.330     | +2,97 %                 |
| 1980 | 5.115     | +1,68 %                 |
| 1989 | 6.116     | +2,01 %                 |
| 2001 | 5.486     | −0,90 %                 |
| 2004 | 5.500     | +0,08 %                 |
| 2011 | 5.310     | −0,50 %                 |

## Kultur
Am nördlichen Rande Nojemberjans wurden Überbleibsel einer aus dem 2. Jahrtausend v. Chr. stammenden Zyklopen-Festung entdeckt. Im Süden der Stadt befinden sich zudem die Ruinen der aus dem 13. Jahrhundert n. Chr. stammenden Jukhtakeghtsi-Kirche. Etwa 2 km südwestlich Nojemberjans befindet sich das aus derselben Zeitperiode stammende Mschkawank-Kloster.
In Nojemberjan befinden sich außerdem ein Kulturzentrum, eine öffentliche Bibliothek, eine Kunst- und eine Musikschule.
Seit 1994 hat der Fernsehsender Kamut TV seinen Sitz in Nojemberjan, seit 2010 gilt dasselbe auch für Tawusch TV. Der Regionalsender Idschewan TV ist in der Stadt sehr beliebt.

## Wirtschaft
Während der Sowjetzeit war Nojemberjan ein wichtiges Produktionszentrum für Lebensmittel. Zurzeit befinden sich in der Stadt zwei kleinere Produktionsstätten für Konserven, Milchprodukte, Mehl und Backwaren. In Nojemberjan sind zudem kleinere Firmen beheimatet, die auf die Herstellung von Möbeln, Plastikprodukten oder auch Kerzen ausgerichtet sind. In der naheliegenden, zur Stadtgemeinde Nojemberjan gehörenden Siedlung Berdawan befindet sich eine Weinfabrik.
Viele Einwohner Nojemberjans sind landwirtschaftlich tätig. Die Stadt ist von fruchtbarem Land umgeben, auf dem unter anderem Pfirsiche und Trauben angebaut werden. Um Nojemberjan finden sich außerdem mehrere Eisen- und Kupferminen.
Tourismus spielt in der Region eine immer größere Rolle. So befinden sich in der Stadt mehrere Boutique-Hotels sowie BnBs.

## Bildung
In Nojemberjan befinden sich zwei öffentliche Schulen, zwei Kindergärten und eine staatliche Mittelschule, welche unter der Aufsicht des armenischen Ministeriums für Bildung und Wissenschaften steht.

## Sport
Fußball ist der beliebteste Sport Nojemberjans. FC Aznavour Nojemberjan wurde 1981 gegründet und vertrat die Stadt bei nationalen Wettkämpfen bis zu seiner Auflösung aufgrund finanzieller Probleme im Jahre 1997.
Das örtliche, schon zu Sowjetzeiten erbaute Fußballfeld wurde zwischen 2008 und 2013 restauriert. Am 18. Oktober 2013 wurde das Stadtstadion von Nojemberjan eröffnet, welches bislang über lediglich 100 Sitzplätze verfügt. Es ist jedoch geplant, an der Nordseite des Spielfelds eine weitere Tribüne zu errichten, durch die das Stadion bis zu 1.500 Gästen Platz bieten könnte.
Die Stadt verfügt zudem über eine von der Gemeinde verwaltete Kinder- und Jugendsportschule.

## Verkehr
Der Grenzkontrollpunkt Ajrum befindet sich, zusammen mit dem gleichnamigen Bahnhof der Jerewan-Tiflis-Eisenbahn, etwa 22 km östlich der Stadt. Nojemberjan ist durch die Regionalstraße H-26 sowohl mit dem Hauptstraßennetzwerk als auch umliegenden Ortschaften verbunden.